# (64070) NEAT
(64070) NEAT ist ein Asteroid des Hauptgürtels, der am 24. September 2001 von den Amateurastronomen Charles W. Juels und Paulo R. Holvorcem  am Fountain-Hills-Observatorium (Sternwarten-Code 678) in Fountain Hills im US-Bundesstaat Arizona entdeckt wurde.
Der Asteroid wurde im Januar 2005 zu Ehren des Asteroidensuchprogramms Near Earth Asteroid Tracking (NEAT), das zwischen 1995 und 2007 erdnahe Asteroiden aufspürte, benannt.